# George Peele

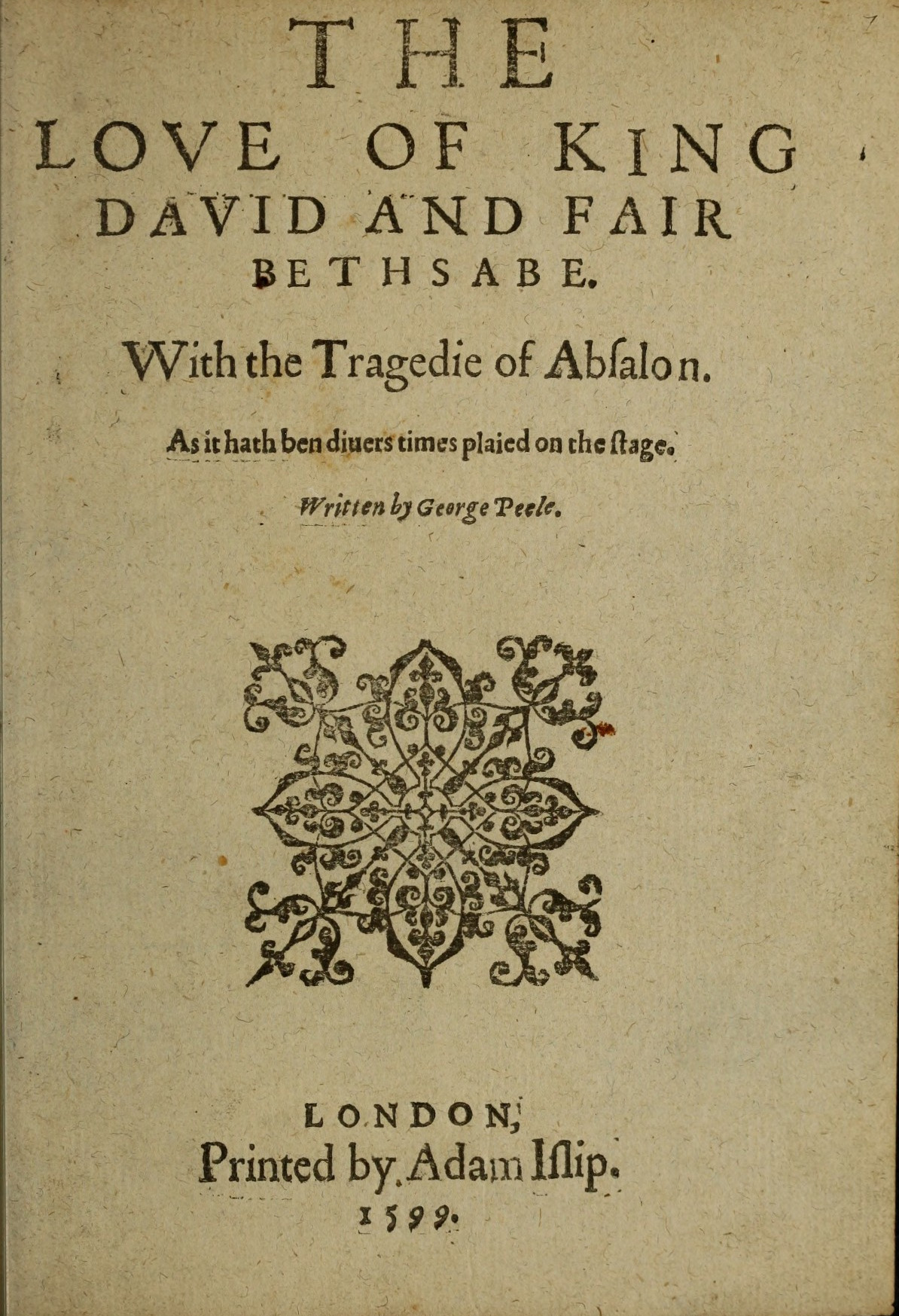
Pequeña página de la primera edición de "The Love of King David and Fair Bethsabe" por George Peele, impresa en 1599.

George Peele (bautizado el 25 de julio de 1556; enterrado el 9 de noviembre de 1596), dramaturgo inglés, nació en Londres. 
Era copropietario de un teatro y en él representó, alrededor del año 1584, su obra El Juicio de París. Los amores del rey David con la hermosa Betsabé, de asunto bíblico, está considerada como su mejor producción.
- Datos: Q704626
- Multimedia: George Peele / Q704626